# Imphenzia
Imphenzia, egentligen Stefan Persson, född 1975, är en svensk musiker[källa behövs], spelutvecklare och Youtubare med 295 000 prenumeranter på Youtube (augusti 2025) bosatt i Nynäshamn, Sverige.
Imphenzia skapades år 1997 och var under tiden 1999-2003 bosatt i Liverpool, England. Namnet valdes på grund av dess unika karaktär då Internet valdes som det huvudsakliga distributionsnätet för musiken, på så sätt kan de flesta träffarna via sökmotorer härledas till Imphenzias produktioner.
Imphenzias musik finns till största del tillgänglig gratis på Internet och låtarna har uppskattningsvis hämtats över en miljon gånger via artistens hemsida samt globala artist-sajter som mp3.com, ampcast.com, peoplesound, soundclick.com med flera.
Imphenzia är ej omnämnd i statliga arkiv för musiker eller bildskapare utan arbetar helt fristående. Detta är ett medvetet val då traditionella kanaler redan 1997 ansågs vara omvägar i jämförelse med gratis distribution via Internet. För att locka fler lyssnare släpptes gratisspelet Beat Ball till PC vilket är en tappning av klassikerna Break Out och Arkanoid. Bakgrundsmusiken i spelet består av 30 minuter material från Imphenzia. Då stort intresse visades för detta spel utvecklas även andra spel som släpps under namnet Imphenzia Games.
Musik och spel av Imphenzia har även publicerats i engelska musiktidningen Computer Music samt tyska speltidningen Computer Bild Spiele.
Under 2008 lanserades även Imphenzia Soundtrack som primärt ägnar sig åt att skapa musik för licensering inom spel och video.

## Album
- Sector – 1999
- Propulsion – 2000
- Event Horizon – 2002
- Illusion - 2008
- Duplicate My Soul - 2010
- Chillout - 2011
- I Am Imphenzia - 2012

## Spel
- Beat Ball - 2000
- Netris - 2000
- Beat Ball 2 - 2006
- Projekt CTCC